# 相互作用繪景

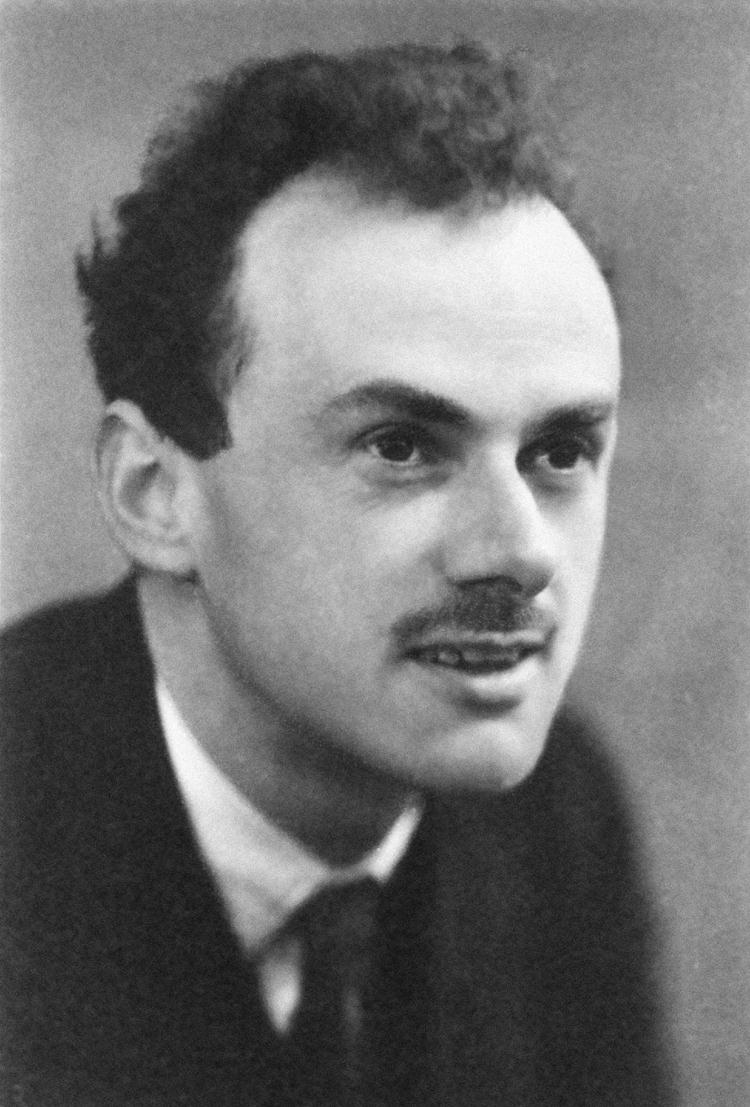
保羅·狄拉克

在量子力學裏，相互作用繪景（interaction picture），是在薛丁格繪景與海森堡繪景之間的一種表述，為紀念物理學者保羅·狄拉克而又命名為狄拉克繪景。在這繪景裏，描述量子系統的態向量與表達可觀察量的算符都會隨著時間流易而演化。有些實際案例會涉及到因相互作用而使得量子態與可觀察量發生改變，這類案例通常會使用狄拉克繪景。
狄拉克繪景與薛丁格繪景、海森堡繪景不同。在薛丁格繪景裏，描述量子系統的態向量隨著時間流易而演化。在海森堡繪景裏，表達可觀察量的算符會隨著時間流易而演化。
這三種繪景殊途同歸，所獲得的結果完全一致。這是必然的，因為它們都是在表達同樣的物理行為。:80-84

## 定義
為了便利分析，位於下標的符號{\displaystyle {}_{\mathcal {H}}}、{\displaystyle {}_{\mathcal {I}}}、{\displaystyle {}_{\mathcal {S}}}分別標記海森堡繪景、狄拉克繪景、薛丁格繪景。
通過對於基底的一種幺正變換，算符和態向量在狄拉克繪景裏的形式與在薛丁格繪景裏的形式相關聯。
在量子力學裏，對於大多數案例的哈密頓量，通常無法找到薛丁格方程式的精確解，只有少數案例可以找到精確解。因此，為了要能夠解析其它沒有精確解的案例，必須將薛丁格繪景裏的哈密頓量{\displaystyle H_{\mathcal {S}}\,\!}分成兩個部分，:337-339
{\displaystyle H_{\mathcal {S}}=H_{0,\,{\mathcal {S}}}+H_{1,\,{\mathcal {S}}}\,\!}；
其中，{\displaystyle H_{0,\,{\mathcal {S}}}\,\!}有精確解，有廣泛知悉的物理行為，而{\displaystyle H_{1,\,{\mathcal {S}}}\,\!}則通常沒有精確解，是對於系統的微擾。
假若哈密頓量{\displaystyle H_{\mathcal {S}}\,\!}含時（例如，感受到時變外電場作用的量子系統，其哈密頓量會含時），則通常會將顯性含時部分放在{\displaystyle H_{1,\,{\mathcal {S}}}\,\!}裏。這樣，{\displaystyle H_{0,\,{\mathcal {S}}}\,\!}不含時，而時間演化算符{\displaystyle U(t)\,\!}的公式可以簡單地表示為
{\displaystyle U(t)=e^{-iH_{0,\,{\mathcal {S}}}\,t/\hbar }\,\!}；
其中，{\displaystyle t\,\!}是時間。
假若對於某些案例，{\displaystyle H_{0,\,{\mathcal {S}}}\,\!}應該設定為含時，則時間演化算符的公式會變得較為複雜：:70-71
{\displaystyle U(t)=e^{-{\frac {i}{\hbar }}\int \limits _{0}^{t}H_{0,\,{\mathcal {S}}}(t^{'})\,dt^{'}}\,\!}。
本條目以下內容假設{\displaystyle H_{0,\,{\mathcal {S}}}\,\!}不含時。

### 態向量
在狄拉克繪景裏，態向量{\displaystyle |\psi (t)\rangle _{\mathcal {I}}\,\!}定義為
{\displaystyle |\psi (t)\rangle _{\mathcal {I}}{\stackrel {def}{=}}e^{iH_{0,\,{\mathcal {S}}}\,t/\hbar }|\psi (t)\rangle _{\mathcal {S}}\,\!}；
其中，{\displaystyle |\psi (t)\rangle _{\mathcal {S}}\,\!}是在薛丁格繪景裏的態向量。
由於在薛丁格繪景裏， 態向量{\displaystyle |\psi (t)\rangle _{\mathcal {S}}\,\!}與時間的關係為
{\displaystyle |\psi (t)\rangle _{\mathcal {S}}=e^{-iH_{\mathcal {S}}\,t/\hbar }|\psi (0)\rangle _{\mathcal {S}}\,\!}，
所以，在{\displaystyle H_{0,{\mathcal {S}}},H_{\mathcal {S}}}对易的條件下，可以有
{\displaystyle |\psi (t)\rangle _{\mathcal {I}}=e^{-iH_{1,\,{\mathcal {S}}}\,t/\hbar }|\psi (0)\rangle _{\mathcal {S}}\,\!}。

### 算符
在狄拉克繪景裏的算符{\displaystyle A_{\mathcal {I}}(t)\,\!}定義為
{\displaystyle A_{\mathcal {I}}(t)=e^{iH_{0,\,{\mathcal {S}}}\,t/\hbar }A_{\mathcal {S}}(t)\,e^{-iH_{0,\,{\mathcal {S}}}\,t/\hbar }\,\!}；
其中，{\displaystyle A_{\mathcal {S}}(t)\,\!}是在薛丁格繪景裏對應的算符。
（請注意，{\displaystyle A_{\mathcal {S}}(t)\,\!}通常不含時間，可以重寫為{\displaystyle A_{\mathcal {S}}\,\!}。反例，對於時變外電場的狀況，哈密頓算符{\displaystyle H_{\mathcal {S}}(t)\,\!}含時。）

#### 哈密頓算符
假若{\displaystyle H_{0,\,{\mathcal {S}}}\,\!}不含時，則{\displaystyle H_{0,\,{\mathcal {S}}}\,\!}與{\displaystyle e^{iH_{0,\,{\mathcal {S}}}\,t/\hbar }\,\!} 對易，不論在薛丁格繪景裏或在狄拉克繪景裏，{\displaystyle H_{0,\,{\mathcal {S}}}\,\!}與{\displaystyle H_{0,\,{\mathcal {I}}}\,\!}的形式都是一樣：
{\displaystyle H_{0,\,{\mathcal {I}}}(t)=e^{iH_{0,\,{\mathcal {S}}}\,t/\hbar }H_{0,\,{\mathcal {S}}}\,e^{-iH_{0,\,{\mathcal {S}}}\,t/\hbar }=H_{0,\,{\mathcal {S}}}\,\!}。
所以，算符{\displaystyle H_{0,\,{\mathcal {S}}}\,\!}與{\displaystyle H_{0,\,{\mathcal {I}}}\,\!}都可以簡略標記為{\displaystyle H_{0}\,\!}，不會造成歧意。
哈密頓算符的微擾成分{\displaystyle H_{1,\,{\mathcal {I}}}\,\!}是
{\displaystyle H_{1,\,{\mathcal {I}}}(t)=e^{iH_{0,\,{\mathcal {S}}}\,t/\hbar }H_{1,\,{\mathcal {S}}}\,e^{-iH_{0,\,{\mathcal {S}}}\,t/\hbar }\,\!}；
除非對易關係式{\displaystyle [H_{1,\,{\mathcal {S}}},H_{0,\,{\mathcal {S}}}]=0\,\!}，在狄拉克繪景裏，{\displaystyle H_{1,\,{\mathcal {I}}}\,\!}含時。

#### 密度矩陣
與算符類似，在薛丁格繪景裏的密度矩陣也可以變換到在狄拉克繪景裏。設定{\displaystyle \rho _{\mathcal {I}}\,\!}和{\displaystyle \rho _{\mathcal {S}}\,\!}分別為在狄拉克繪景裏和在薛丁格繪景裏的密度矩陣。假若，處於量子態{\displaystyle |\psi _{n}\rangle \,\!}的機率是{\displaystyle p_{n}\,\!}，則
{\displaystyle {\begin{aligned}\rho _{\mathcal {I}}(t)&=\sum _{n}p_{n}|\psi _{n}(t)\rangle _{\mathcal {I}}\,{}_{\mathcal {I}}\langle \psi _{n}(t)|\\&=\sum _{n}p_{n}\,e^{iH_{0,\,{\mathcal {S}}}\,t/\hbar }|\psi _{n}(t)\rangle _{\mathcal {S}}\,{}_{\mathcal {S}}\langle \psi _{n}(t)|e^{-iH_{0,\,{\mathcal {S}}}\,t/\hbar }\\&=e^{iH_{0,\,{\mathcal {S}}}\,t/\hbar }\rho _{\mathcal {S}}(t)\,e^{-iH_{0,\,{\mathcal {S}}}\,t/\hbar }\\\end{aligned}}\,\!}。

## 時間演化方程式
本文以下內容，算符{\displaystyle H_{0,\,{\mathcal {S}}}\,\!}與{\displaystyle H_{0,\,{\mathcal {I}}}\,\!}都簡略標記為{\displaystyle H_{0}\,\!}。:337-339

### 量子態的時間演化
從態向量的定義式，可以得到態向量對於時間的導數是
{\displaystyle {\begin{aligned}i\hbar {\frac {d}{dt}}|\psi (t)\rangle _{\mathcal {I}}&=e^{iH_{0}\,t/\hbar }\left[-H_{0}|\psi (t)\rangle _{\mathcal {S}}+i\hbar {\frac {d}{dt}}|\psi (t)\rangle _{\mathcal {S}}\right]\\&=e^{iH_{0}\,t/\hbar }\left[-H_{0}|\psi (t)\rangle _{\mathcal {S}}+H_{\mathcal {S}}|\psi (t)\rangle _{\mathcal {S}}\right]\\&=e^{iH_{0}\,t/\hbar }H_{1,\,{\mathcal {S}}}|\psi (t)\rangle _{\mathcal {S}}\\&=e^{iH_{0}\,t/\hbar }H_{1,\,{\mathcal {S}}}\,e^{-iH_{0}\,t/\hbar }|\psi (t)\rangle _{\mathcal {I}}\\\end{aligned}}}
將算符的定義式代入，可以得到
{\displaystyle i\hbar {\frac {d}{dt}}|\psi (t)\rangle _{\mathcal {I}}=H_{1,\,{\mathcal {I}}}|\psi (t)\rangle _{\mathcal {I}}\,\!}。
這是施溫格-朝永振一郎方程式的一個較為簡單的形式。:153-155

### 算符的時間演化
假若算符{\displaystyle A_{\mathcal {S}}\,\!}不含時，則其對應的{\displaystyle A_{\mathcal {I}}(t)\,\!}的時間演化為
{\displaystyle {\begin{aligned}i\hbar {\frac {d}{dt}}A_{\mathcal {I}}(t)&=i\hbar {\frac {d}{dt}}(e^{iH_{0}\,t/\hbar }A_{\mathcal {S}}\,e^{-iH_{0}\,t/\hbar })\\&=-H_{0}\,e^{iH_{0}\,t/\hbar }A_{\mathcal {S}}\,e^{-iH_{0}\,t/\hbar }+e^{iH_{0}\,t/\hbar }A_{\mathcal {S}}\,e^{-iH_{0}\,t/\hbar }H_{0}\\&=A_{\mathcal {I}}(t)H_{0}-H_{0}A_{\mathcal {I}}(t)\\&=\left[A_{\mathcal {I}}(t),\,H_{0}\right]\\\end{aligned}}\,\!}。
這與在海森堡繪景裏，算符{\displaystyle A_{\mathcal {H}}(t)\,\!}的時間演化類似：
{\displaystyle i\hbar {\frac {d}{dt}}A_{\mathcal {H}}(t)=\left[A_{\mathcal {H}}(t),\,H\right]\,\!}。

### 密度矩陣的時間演化
應用施溫格-朝永振一郎方程式於密度矩陣，則可得到
{\displaystyle i\hbar {\frac {d}{dt}}\rho _{\mathcal {I}}(t)=\left[H_{1,\,{\mathcal {I}}}(t),\rho _{\mathcal {I}}(t)\right]\,\!}。

## 狄拉克繪景的應用
應用狄拉克繪景的目的是促使{\displaystyle H_{0}\,\!}與時間無關，只有{\displaystyle H_{1,\,{\mathcal {I}}}(t)\,\!}與時間有關，也只有{\displaystyle H_{1,\,{\mathcal {I}}}(t)\,\!}控制態向量隨時間流易的演化行為。
假若{\displaystyle H_{0}\,\!}有精確解，而{\displaystyle H_{1,\,{\mathcal {S}}}(t)\,\!}是一個弱小的微擾，則可很便利地採用狄拉克繪景，使用時變微擾理論來計算{\displaystyle H_{1,\,{\mathcal {S}}}(t)\,\!}所產生對於整個系統的影響。例如，在費米黃金定則的導引裏:359–363，或在推導戴森級數時:355–357，通常都會用到狄拉克繪景。

## 各種繪景比較摘要
各種繪景隨著時間流易會呈現出不同的演化：:86-89, 337-339
| 演化     | 海森堡繪景                                                                        | 交互作用繪景                                                                                          | 薛丁格繪景                                                                                         |
| 右矢     | 常定                                                                              | {\displaystyle \|\psi (t)\rangle _{\mathcal {I}}=e^{iH_{0}t/\hbar }\|\psi (t)\rangle _{\mathcal {S}}} | {\displaystyle \|\psi (t)\rangle _{\mathcal {S}}=e^{-iHt/\hbar }\|\psi (0)\rangle _{\mathcal {S}}} |
| 可觀察量 | {\displaystyle A_{\mathcal {H}}(t)=e^{iHt/\hbar }A_{\mathcal {S}}e^{-iHt/\hbar }} | {\displaystyle A_{\mathcal {I}}(t)=e^{iH_{0}t/\hbar }A_{\mathcal {S}}e^{-iH_{0}t/\hbar }}             | 常定                                                                                               |
| 密度算符 | 常定                                                                              | {\displaystyle \rho _{\mathcal {I}}(t)=e^{iH_{0}t/\hbar }\rho _{S}(t)e^{-iH_{0}t/\hbar }}             | {\displaystyle \rho _{\mathcal {S}}(t)=e^{-iHt/\hbar }\rho _{\mathcal {S}}(0)e^{iHt/\hbar }}       |

## 參閱
- 狄拉克標記
- 朱利安·施溫格
- 朝永振一郎